# Deolinda do Carmo Salvado da Conceição
Deolinda do Carmo Salvado da Conceição (Macao, 7 luglio 1913 – Hong Kong, 24 maggio 1957) è stata una scrittrice e giornalista portoghese nativa di Macao, allora colonia portoghese.
È considerata la prima donna scrittrice e giornalista di Macao.

## Biografia
Di nazionalità portoghese, Deolinda do Carmo Salvado da Conceição nacque a Macao il 7 luglio 1913, quarta figlia di António Manuel Salvado, un mercante portoghese del paese di Medelim (frazione di Idanha-a-Nova vicino al confine con la Spagna) e si stabilì a Macao, e Aurea Angelina da Cunha Salvado, una donna nativa di Macao. Studiò al Liceu de Macau, il 1º novembre 1931, sposò Luís Gaspar Alves a Canton. La nuova coppia si trasferì a Shanghai, che era allora una grande e dinamica città cosmopolita. Ma dopo, alla fine divorziarono.
Nel 1937, già in fase di separazione con Luis Alves, si rifugiò ad Hong Kong con i suoi figli Jose Maria Salvado Alves e Rui Cândido Augusto Alves, perché Shanghai fu invasa dai giapponesi. Tuttavia, nel dicembre 1941, anche Hong Kong fu occupata dai giapponesi, iniziando così un periodo buio per questa colonia britannica, che si concluse solo con la resa del Giappone nell'agosto del 1945. Durante questo periodo difficile, era la direttrice di una scuola portoghese in Hong Kong e traduttore di notizie dall'inglese in portoghese per il giornale "A Voz de Macau".
Con la fine della Seconda guerra mondiale, Deolinda da Conceição tornò a Macao con i suoi due figli. Lì divenne segretaria della direzione e giornalista del giornale "Notícias de Macau", fondato nell'agosto del 1947, e professoressa di inglese e stenografia presso la Escola Comercial Pedro Nolasco. Il 29 maggio 1948, si risposò con Antonio Maria da Conceição, che era il suo collega di lavoro e in seguito divenne direttrice del "Notícias de Macau". Ha scritto nelle cronache di cronaca, articoli di critica letteraria e artistica, saggi, racconti e una "pagina femminile" che divenne molto apprezzata.
Nel 1956, visitò il Portogallo per la prima volta a bordo di una nave postale, insieme al suo nuovo marito e suo figlio António Maria da Conceição Júnior, nato nel 1951. Passò sei mesi a Lisbona, dove riuscì a convincere il prestigioso editore Francisco Franco a pubblicare il suo libro, "Cheong Sam - a Cabaia". Tuttavia, a Deolinda fu diagnosticata una malattia incurabile e, col tempo, cercò di conoscere meglio e meglio il Portogallo, la sua patria. Nel 1957, tornò a Macao con suo marito e suo figlio Antonio. Fu immediatamente ricoverata ad Hong Kong, dove morì il 24 maggio 1957, all'età di soli 43 anni.

### Famiglia
Figlia di António Manuel Salvado (1879-1932) e di Aurea Angelina da Cunha Salvado (1887-1919), Deolinda da Conceição si sposò il 1º novembre 1931 con Luís Gaspar Alves (1910-1963). Da questo matrimonio sono nati due figli:
- José Maria Salvado Alves, nato il 10 agosto 1932;
- Rui Cândido Augusto Alves, nato il 7 novembre 1936.

Il 29 maggio 1948, Deolinda si risposò con António Maria da Conceição, con la quale ebbe un figlio: 
- António Maria da Conceição Júnior, nato il 6 dicembre 1951.

## Cheong-Sam - a Cabaia
"Cheong-Sam - a Cabaia", il suo unico libro, fu pubblicato per la prima volta a Lisbona nel 1956 dalla Libreria Francisco Franco. Questo libro è composto da 27 racconti, pubblicati per la maggior parte nel quotidiano "“Notícias de Macau". Tutti questi racconti riguardano principalmente la posizione e lo status delle donne in Cina e a Macao. Più concretamente, rappresentano la lotta delle donne cinesi istruite e occidentalizzate per la loro emancipazione in una società profondamente tradizionale e patriarcale. Inoltre raccontano la vita di donne e uomini cinesi che hanno ceduto o combattuto contro l'oppressione, la povertà estrema e le superstizioni millenarie. Riflettono anche sui pericoli del materialismo e sugli innumerevoli pregiudizi che la donna cinese ha sofferto.
Le sue storie descrivono anche gli effetti della Seconda guerra mondiale, che l'autrice stessa ha vissuto. Denunciano anche le numerose ingiustizie sociali, in particolare i casi dei cinesi di Macao che sono stati discriminati dalle comunità portoghese e macaoense. In questo libro ci sono anche storie d'amore, per lo più a una fine tragica, derivanti da insormontabili barriere socio-economiche o razziali. Essendo una macaenese lusofona, Deolinda da Conceição era ben consapevole della forza e degli effetti dannosi di queste barriere, specialmente quelle razziali.
Ma non tutto il libro è tragedia e tristezza, avendo anche alcuni passaggi in cui diversi personaggi rivelano la solidarietà umana e la rinuncia alla condizione e classe sociale che la società ha dato loro. Per Deolinda, questi nobili sentimenti umanizzano le relazioni sociali, rendendo la società più libera e felice.
Al momento e dopo la sua pubblicazione, il libro ha ricevuto elogi da vari scrittori e critici del Portogallo e di Macao, come ad esempio:
(Afonso Correia nella prefazione della prima edizione del libro (1956))
(João Gaspar Simões)
(Amândio César, Diário Popular, giugno 1970)
(Amândio César)
Nel 1979, suo figlio Antonio riuscì a persuadere il governo di Macao a ristampare "Cheong-Sam - a Cabaia". Nel 1987, il Instituto Cultural de Macau ha pubblicato una nuova edizione di questo libro e l'anno successivo ha pubblicato la sua versione in lingua cinese. Nel 2007, l'Instituto Internacional de Macau ha sponsorizzato una nuova edizione di "Cheong Sam - A Cabaia", il cui lancio è coinciso con il 3º Incontro delle Comunità Macaense.